# Ypthima masakii
Ypthima masakii är en fjärilsart som beskrevs av Ito 1947. Ypthima masakii ingår i släktet Ypthima och familjen praktfjärilar. Inga underarter finns listade i Catalogue of Life.